# Pescsera
Pescsera (ukránul: Пещера) falu Ukrajnában, a Kárpátalján, a Técsői járásban.

## Fekvése
Técsőtől keletre, Topcsinótól északkeletre, Szorospataktüól északnyugatra fekvő település.

## Nevének eredete
A Pestyera helységnév román dűlőnévi eredetű (1859-60: Pestire, Valé Pestire). A dűlőnév alapjául a román peşteră ’barlang’
(Dr M. 2: 225) főnév szolgált, lásd még ruszin пещера ’ua.’ (Чопей 258).

## Története
Nevét 1900-ban Vályá Pestyere (hnt.) néven említették. Későbbi névváltozatai: 1902-ben, 1907-ben, 1913-ban Pestyera, 1944-ben Pescsera, 1983-ban Пещера (Zo).